# NYSE American
NYSE MKT LLC, trước đây gọi là Sở Giao dịch Chứng khoán Hoa Kỳ (AMEX), là một sàn giao dịch chứng khoán Mỹ nằm ở thành phố New York, New York. AMEX trước đây là một tổ chức chung, thuộc sở hữu của các thành viên. Cho đến năm 1953, nó được gọi là New York Curb Exchange.
NYSE Euronext mua lại AMEX vào ngày 1 tháng 10 năm 2008,  với AMEX tích hợp với trao đổi nhỏ của Alternext European và đổi tên thành NYSE Alternext U.S. Tháng 3 năm 2009, NYSE Alternext U.S. đã được đổi thành  NYSE Amex Equities. Vào ngày 10 tháng 5 năm 2012, NYSE Amex Equities đổi tên thành  NYSE MKT LLC.
AMEX là viết tắt của American Stock Exchange, một trong những thị trường chứng khoán quan trọng nhất ở Hoa Kỳ.

## Điều kiện niêm yết ở AMEX
- Stock Price - Giá bán cổ phần tối thiểu: $US 3
- Vốn cổ đông: $US 4 Triệu
- Income before tax - Lợi tức trước thuế: $US 750.000
- Market Cap – Giá thị trường công cộng: $US 3 Triệu hoặc:
- Giá trị thị trường công cộng: $US 15 Triệu
- Giá bán cổ phần tối thiểu: $US 3
- Vốn cổ đông: $US 4 Triệu
- In Operation – Quá trình hoạt động: 3 năm